# Kirurški sustav da Vinci
Kirurški sustav da Vinci je robotski kirurški sustav koji je stvorila tvrtka Intuitive Surgical da olakša složene kirurške zahvate koristeći minimalno invazivni pristup. Sustavom upravlja kirurg putem kirurške konzole. 
Najviše se koristi za prostatektomiju, a sve više i više za popravak mitralnog zaliska i ginekološke kirurške zahvate.

## Pregled
Kirurški sustav da Vinci sastoji se od kirurške konzole koja je obično u istoj prostoriji kao i pacijent, i operacijska kolica pacijenta s četiri interaktivne robotske ruke upravljane s kirurške konzole.